# James Taylor (album)
| Recensione                        | Giudizio        |
| --------------------------------- | --------------- |
| AllMusic                          | [ 2 ]           |
| The New Rolling Stone Album Guide | [ 3 ]           |
| Sputnikmusic                      | 4.1 (Excellent) |
| Dizionario del Pop-Rock           | [ 5 ]           |
| 24.000 dischi                     | [ 6 ]           |

James Taylor è il primo album di James Taylor, pubblicato dalla Apple Records nel dicembre del 1968.

## Tracce
Brani composti da James Taylor, eccetto dove indicato
Lato A
1. Don't Talk Now – 2:36 (James Taylor, Zachary Wiesner)
2. Something's Wrong – 3:08
3. Knocking 'Round the Zoo – 3:25
4. Sunshine Sunshine – 2:49
5. Taking It In – 3:05
6. Something in the Way She Moves – 3:01

Lato B
1. Carolina in My Mind – 3:37
2. Brighten Your Night with My Day – 2:27
3. Night Owl – 4:15
4. Rainy Day Man – 3:00 (James Taylor, Zachary Wiesner)
5. Circle Round the Sun – 3:24 (Brano tradizionale, arrangiamento di James Taylor)
6. The Blues Is Just a Bad Dream – 3:43

Edizione CD del 2010, pubblicato dalla Apple Records (5099990581120)
Brani composti da James Taylor, eccetto dove indicato
1. Don't Talk Now – 2:35 (James Taylor, Zachary Wiesner)
2. Something's Wrong – 3:09
3. Knocking 'Round the Zoo – 3:26
4. Sunshine Sunshine – 2:49
5. Taking It In – 3:05
6. Something in the Way She Moves – 3:03
7. Carolina in My Mind – 3:38
8. Brighten Your Night with My Day – 2:27
9. Night Owl – 4:16
10. Rainy Day Man – 3:00 (James Taylor, Zachary Wiesner)
11. Circle Round the Sun – 3:25 (Brano tradizionale, arrangiamento di James Taylor)
12. The Blues Is Just a Bad Dream – 3:43
13. Sunny Skies – 2:12 – Bonus Track - Previously Unreleased Demo Version
14. Let Me Ride – 3:57 – Bonus Track - Previously Unreleased Demo Version
15. Sunshine Sunshine – 2:51 – Bonus Track - Previously Unreleased Demo Version
16. Carolina in My Mind – 3:06 – Bonus Track - Previously Unreleased Demo Version

## Formazione
- James Taylor - voce, cori, chitarra acustica, percussioni, chitarra elettrica
- Mick Wayne - chitarra
- Don Shinn - tastiera
- Louis Cennamo - basso
- Shaila Kanga - arpa
- Peter Asher - percussioni, cori
- Paul McCartney - basso su Carolina in my mind
- Freddie Reed - tastiera
- Bishop O'Brien - batteria, percussioni
- Richard Anthony Hewson - oboe, fagotto
- George Harrison - cori su Carolina in my mind

Note aggiuntive
- Peter Asher - produttore
- Album originale (da #1 a #12) registrato al Trident Studios di Londra (Inghilterra) dal luglio a ottobre del 1968
- Brani bonus CD #13 e #14, registrati al Crystal Sound di Los Angeles (California) nella primavera del 1969
- Brani bonus CD #15 e #16, registrati a Londra (Inghilterra) nell'estate del 1968
- Barry Sheffield e Malcolm Toft - ingegneri delle registrazioni (album originale)
- Richard Imrie/J.B.A. - fotografia copertina album